# Haris Bukva
Haris Bukva (* 15. März 1988 in Foča, SFR Jugoslawien) ist ein ehemaliger österreichischer Fußballspieler bosnischer Herkunft, der heute unter anderem als Fußballtrainer in Erscheinung tritt.

## Karriere
Bukva besitzt die österreichische und die bosnisch-herzegowinische Staatsbürgerschaft und ist Muslim. Er begann seine Karriere in der Jugend des LASK und kam in die AKA Linz. 2005 schaffte er den Sprung in den Kader einer ersten Mannschaft. Bukva spielte für ein Jahr beim FC Wels in der Regionalliga Mitte. 2006 wechselte er zum ASKÖ Pasching in die Bundesliga. Im selben Jahr gab er auch sein Debüt bei den Paschingern.
2007 ging er mit dem Verein nach Kärnten und unterschrieb einen Vertrag beim neu gegründeten SK Austria Kärnten. Bukva war auch Kooperationsspieler des FC Kärnten, bis dieser 2009 aufgelöst wurde. Der Außenbahnspieler nahm an der U-19-Fußball-Europameisterschaft 2007 in Österreich teil und schied mit der Mannschaft in der Vorrunde aus. Am 1. Juni 2009 wechselte er bis Saisonende 2013 zum SK Sturm Graz. Bukva machte in dieser Zeit neun Spiele für das österreichische U-21-Nationalteam. In der Winterpause 2010/11 wurde Bukva bis Saisonende an den LASK verliehen. Am Ende der Saison war Bukva gleichzeitig Absteiger und österreichischer Meister, nachdem sein damaliger Stammverein Sturm Graz die österreichische Meisterschaft gewonnen hatte.
Von 2014 bis 2015 spielt er für den Drittligisten FC Rot Weiß Erfurt. In der Sommerpause 2015 wechselte Bukva zum SV Austria Salzburg und spielt somit ab der Saison 2015/16 wieder in Österreich, diesmal in der Ersten Liga. Mitte Jänner 2016 löste er seinen Vertrag bei den Salzburgern auf. Am 4. Februar 2016 gab der BV Cloppenburg, zu diesem Zeitpunkt noch in der viertklassigen deutschen Fußball-Regionalliga Nord aktiv, die Verpflichtung des Flügelspielers bekannt. Nur wenige Stunden nach Vertragsunterzeichnung folgte bereits der Abgang Bukvas, der es vorzog wieder in seine österreichische Heimat zurückzukehren. Sein langjähriger Berater Thomas Dorawa, mit Sitz der Agentur in Braunschweig, gab den Vereinsverantwortlichen in Cloppenburg die Schuld an dem schnellen Abgang des als Hoffnungsträger des abstiegsgefährdeten Klubs engagierten Bukva. Nach einer weiteren knapp viermonatigen Vereinslosigkeit, schloss sich der Oberösterreicher Anfang Juli 2016 dem österreichischen Drittligisten ATSV Stadl-Paura mit Spielbetrieb in der Regionalliga Ost an, wo er fortan unter Trainer Christian Mayrleb zum Einsatz kam.
Sein erstes Pflichtspiel absolvierte er daraufhin am 16. Juli 2016, als er bei der 0:1-Niederlage seiner Mannschaft im Erstrundenspiel des ÖFB-Cups 2016/17 gegen den FC Blau-Weiß Linz über die volle Spieldauer auf dem Platz war. Unter Mayrleb kam Bukva bis zur Winterpause in 14 der 16 möglich gewesenen Ligapartien zum Einsatz. Ein Spiel versäumte er aufgrund einer Gelb-Rot-Sperre, ein weiteres aufgrund einer Gelbsperre. Dabei kam er zumeist im zentralen Mittelfeld zum Einsatz, absolvierte aber auch Spiele in der Innenverteidigung; bei seinen 14 Ligaeinsätzen blieb er selbst torlos und steuerte eine einzige Torvorlage bei. In der Winterpause wechselte Bukva eine Liga abwärts und hinterlegte seinen Spielerpass beim oberösterreichischen Landesligisten WSC Hertha Wels.
Für diesen kam er ab dem Frühjahr 2017 auf diversen Mittelfeldpositionen zum Einsatz. Zum Zeitpunkt des Wechsels noch auf einem Abstiegsplatz verloren die Welser nur ein einziges ihrer 15 Ligaspiele im Frühjahr. Der ehemalige Profi kam dabei anfangs als Stammkraft zum Einsatz, stand dann aber über einen Zeitraum von sechs Meisterschaftsspielen dem Kader nicht zur Verfügung. Erst in der 28. Spielrunde kehrte er wieder zur Mannschaft zurück, spielte in dieser Begegnung über eine Spielhälfte und absolvierte das nachfolgende Ligaspiel zur Gänze, ehe beim Saisonabschlussspiel abermals nicht zugegen war. Im Endklassement belegte er mit der Mannschaft schließlich einen Platz im Tabellenmittelfeld. Bei acht Ligaeinsätzen kam er insgesamt dreimal zum Torerfolg. Des Weiteren trat er in dieser Zeit als Trainer der U-16-Mannschaft des Vereins in Erscheinung.
In der nachfolgenden Saison 2017/18 kam er weiterhin als Stammspieler unter Trainer Stephan Kuranda zum Einsatz. Nach acht Meisterschaftsspielen hatte einen Treffer und vier Torvorlagen zu Buche stehen; des Weiteren war er bis zu diesem Zeitpunkt mit seiner Mannschaft ungeschlagen geblieben und rangierten auf dem zweiten Tabellenplatz hinter der ASKÖ Oedt. In den ersten drei Spielen im Oktober war Bukva daraufhin nicht im Kader und kehrte erst Ende Oktober wieder in diesen zurück. Nach zwei absolvierten Ligaspielen versäumte er aufgrund einer Gelbsperre wieder eines und kam im letzten Meisterschaftsspiel vor der Winterpause nochmal zum Einsatz. Im Dezember 2017 beerbte er den ehemals torgefährlichen Landesliga-Stürmer und nunmehrigen Fußballtrainer Werner Topf und begann eine Tätigkeit als Spielertrainer bei der Union Peuerbach. Anfang Mai 2018 gab die Union Peuerbach bekannt, sich von ihm zu trennen, da er aus ihrer Sicht zu wenig als Spielertrainer agiert hatte.
Im Juli 2018 gab die Union Schlierbach bekannt, Bukva als neuen Trainer engagiert zu haben. Im Frühjahr 2019 gab er bekannt, auch für die kommende Saison Trainer der Union Schlierbach bleiben zu wollen. Nach einem 11. Platz in der sechstklassigen Bezirksliga Süd in der Saison 2018/19 erreichte er mit der Mannschaft in der aufgrund der COVID-19-Pandemie abgebrochenen Spielzeit 2019/20 den sechsten Platz. Nachdem er mit der Mannschaft noch als Trainer in die Saison 2020/21 gestartet war, gab er im November 2020 das Traineramt an den Spieler Falko Feichtl, der fortan als Spielertrainer fungierte, ab.

## Erfolge
mit dem SK Sturm Graz
- Österreichischer Pokalsieger 2009/10
- Österreichischer Meister: 2010/11